# Международный день лесов

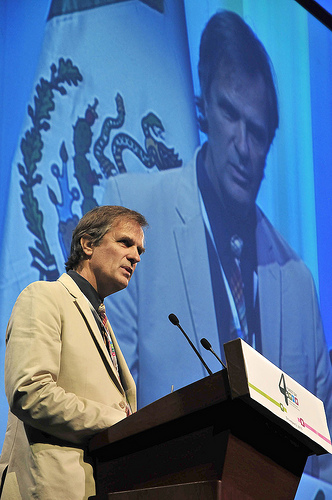
Даниэль Непстад на Дне леса 4, 2010 год, Канкун, Мексика

Международный день лесов — ежегодный праздник, посвященный теме сохранения лесов и отмечавшийся впервые 21 марта 2013 года. Был учрежден по решению Генеральной Ассамблеи Организации Объединенных Наций 21 декабря 2012 года. Международный день лесов создан как экологический день для людей, заинтересованных в сохранении леса и смягчении последствий глобального изменения климата, а также для обмена мнениями и кооперативной работы людей в этих направлениях.

## Предпосылки для создания праздника
Вырубка лесов — причина примерно 12—18 % мировых выбросов углерода, что почти равно сумме всех выбросов СО2 всем транспортом. Леса являются домом для 80 % сухопутных живых существ. Каждый год вырубается более 13 миллионов гектаров леса, что примерно равно площади Англии. В связи с этим требовались мероприятия по уменьшению скорости вырубки лесов. Одним из таких мероприятий стал Международный день лесов.

## История праздника
До учреждения Международного дня лесов было два тесно связанные международные мероприятия, посвященные проблеме вырубки лесов: Всемирный день лесного хозяйства, основанный в 1971 году Продовольственной и сельскохозяйственной организацией ООН, и День леса, который ежегодно организовывался Центром международных лесохозяйственных исследований в 2007—2012 годах.